# Agua Linda (Falcón)
Pour les articles homonymes, voir Agua Linda.
Agua Linda est la capitale de la paroisse civile d'Agua Linda de la municipalité de Jacura dans l'État de Falcón au Venezuela.